# Siklósnagyfalu
Siklósnagyfalu is een plaats (község) en gemeente in het Hongaarse comitaat Baranya. Siklósnagyfalu telt 433 inwoners (2001).